# 满达拉图庙
满达拉图庙，赐名“安乐寺”，位于内蒙古自治区锡林郭勒盟苏尼特左旗，是一座藏传佛教格鲁派寺院。

## 简介
满达拉图庙位于达日罕乌拉苏木巴彦登吉嘎查境内。葛隆老布桑拉巴吉德，于1815年在满达拉图建60间大殿，并且造玛哈克拉、拉哈木佛祭奠，上报清朝朝廷，获皇帝赐匾为“安乐寺”（该匾有藏文、蒙古文、满文、汉文四种文字），准12名度牒。1864年建白塔，求得《甘珠尔》，当时有喇嘛130名。1879年建珠德巴大殿，造达瓦其尔巴尼、老布尼佛祭奠。
1942年，在该庙建立蒙古文小学，有学生37名，有乔英、朋斯格扎米彦等3名教员，到1945年停止办学。
中华人民共和国成立后，1955年该庙有29名喇嘛，继续进行宗教活动。
1996年，在该庙遗址处，苏尼特左旗艺术家桑吉道尔吉为庆祝苏尼特左旗解放50周年和纪念摔跤手却扎木苏，在却扎木苏后代十多位牧民的支持下，建造了“却扎木苏纪念碑”。